# Коломби сир Таон
Коломби сир Таон (фр. Colomby-sur-Thaon) насеље је и општина у северној Француској у региону Доња Нормандија, у департману Калвадос која припада префектури Кан.
По подацима из 2011. године у општини је живело 386 становника, а густина насељености је износила 139,86 становника/km². Општина се простире на површини од 2,76 km². Налази се на средњој надморској висини од 65 метара (максималној 68 m, а минималној 19 m).

## Демографија
| 1962. | 1968. | 1975. | 1982. | 1990. | 1999. | 2011. |
| ----- | ----- | ----- | ----- | ----- | ----- | ----- |
| 134   | 139   | 230   | 305   | 318   | 347   | 386   |

График промене броја становника у току последњих година